# Городские населённые пункты Саратовской области
Саратовская область включает 43 городских населённых пункта, в том числе:
- 18 городов, среди которых выделяются:
  - 2 города областного значения (в списке выделены оранжевым цветом) — в рамках организации местного самоуправления образуют городские округа;
  - 16 городов районного значения — входят в районы — в рамках организации местного самоуправления входят в муниципальные районы;
- 25 посёлков городского типа (рабочих посёлков), из которых:
  - 23 пгт входят в районы — в рамках организации местного самоуправления входят в муниципальные районы,
  - 2 пгт входят в административный район (Гагаринский) — в рамках организации местного самоуправления входят в городской округ город Саратов.

## Города
| №  | название      | район / город областного значения | население (чел.) | основание / первое упоминание | статус города | герб | прежние названия                                                                                |
| -- | ------------- | --------------------------------- | ---------------- | ----------------------------- | ------------- | ---- | ----------------------------------------------------------------------------------------------- |
| 1  | Аркадак       | Аркадакский район                 | ↘10 477          | 1721                          | 1963          |      |                                                                                                 |
| 2  | Балаково      | Балаковский район                 | ↘180 694         | 1762                          | 1911          |      |                                                                                                 |
| 3  | Балашов       | Балашовский район                 | ↘71 959          | XVIII век                     | 1780          |      |                                                                                                 |
| 4  | Вольск        | Вольский район                    | ↘55 035          | 1690                          | 1780          |      |                                                                                                 |
| 5  | Ершов         | Ершовский район                   | ↘18 095          | 1893                          | 1963          |      |                                                                                                 |
| 6  | Калининск     | Калининский район                 | ↘14 949          | 1680                          | 1962          |      | до 1962 — Баланда                                                                               |
| 7  | Красноармейск | Красноармейский район             | ↘21 350          | 1768                          | 1918          |      | до 1925 — Голый Карамыш до 1942 — Бальцер                                                       |
| 8  | Красный Кут   | Краснокутский район               | ↗14 296          | 1837                          | 1966          |      |                                                                                                 |
| 9  | Маркс         | Марксовский район                 | ↘28 749          | 1765                          | 1918          |      | до 1915 — Екатериненштадт (Баронск) с 1915 по 1920 — Екатериненград с 1920 по 1942 — Марксштадт |
| 10 | Новоузенск    | Новоузенский район                | ↗15 216          | 1760                          | 1835          |      | Чертанла Новый Узень                                                                            |
| 11 | Петровск      | Петровский район                  | ↘26 319          | 1698                          | 1780          |      |                                                                                                 |
| 12 | Пугачёв       | Пугачёвский район                 | ↘40 127          | 1764                          | 1835          |      | до 1918 — Николаевск                                                                            |
| 13 | Ртищево       | Ртищевский район                  | ↘36 766          | 1666                          | 1925          |      | до 1723 — Покровское                                                                            |
| 14 | Саратов       | город Саратов (ГО Саратов)        | ↘886 165         | 1590                          | 1590          |      |                                                                                                 |
| 15 | Хвалынск      | Хвалынский район                  | ↘12 042          | 1556                          | 1780          |      | до 1606 — Сосновка до 1780 — Сосновый остров                                                    |
| 16 | Шиханы        | город Шиханы (ГО)                 | ↘5155            | 1928                          | 1996          |      |                                                                                                 |
| 17 | Энгельс       | Энгельсский район                 | ↘222 115         | 1747                          | 1914          |      | до 1914 — Покровская слобода до 1931 — Покровск                                                 |
| 18 | Аткарск       | Аткарский район                   | ↘22 709          | XVIII век                     | 1780          |      |                                                                                                 |

## Посёлки городского типа
| №  | название           | район / административный район     | население (чел.) |
| -- | ------------------ | ---------------------------------- | ---------------- |
| 1  | Базарный Карабулак | Базарно-Карабулакский район        | ↘9134            |
| 2  | Горный             | Краснопартизанский район           | ↘4336            |
| 3  | Дергачи            | Дергачёвский район                 | ↘7406            |
| 4  | Духовницкое        | Духовницкий район                  | ↘4628            |
| 5  | Екатериновка       | Екатериновский район               | ↗5817            |
| 6  | Каменский          | Красноармейский район              | ↘2483            |
| 7  | Клёны              | Вольский район                     | ↗2238            |
| 8  | Красный Октябрь    | Гагаринский административный район | ↗3656            |
| 9  | Лысые Горы         | Лысогорский район                  | ↘6852            |
| 10 | Мокроус            | Фёдоровский район                  | ↘5860            |
| 11 | Новые Бурасы       | Новобурасский район                | →5796            |
| 12 | Озинки             | Озинский район                     | ↘7690            |
| 13 | Пинеровка          | Балашовский район                  | ↘3224            |
| 14 | Приволжский        | Энгельсский район                  | ↘32 476          |
| 15 | Пушкино            | Советский район                    | ↗2334            |
| 16 | Ровное             | Ровенский район                    | ↗4550            |
| 17 | Романовка          | Романовский район                  | ↘5637            |
| 18 | Самойловка         | Самойловский район                 | ↗6571            |
| 19 | Свободный          | Базарно-Карабулакский район        | ↘1820            |
| 20 | Сенной             | Вольский район                     | ↘5881            |
| 21 | Советское          | Советский район                    | ↘2816            |
| 22 | Соколовый          | Гагаринский административный район | ↘4937            |
| 23 | Степное            | Советский район                    | ↗12 355          |
| 24 | Татищево           | Татищевский район                  | ↘7235            |
| 25 | Турки              | Турковский район                   | ↘5063            |

### Бывшие пгт
- Александров Гай — пгт с 1967 года. Преобразован в сельский населённый пункт в 1996 году.
- Алексеевка — пгт с 1938 года. Преобразован в сельский населённый пункт в 2003 году.
- Аркадак — пгт с 1939 года. Преобразован в город в 1963 году.
- Баланда — пгт с 1939 года. Преобразован в город Калининск в 1962 году.
- Возрождение — пгт с 1958 года. Преобразован в сельский населённый пункт в 2003 году.
- Ершов — пгт с 1933 года. Преобразован в город в 1963 году.
- Жасминный — пгт с 1990 года. Включён в состав города Саратов в 1996 году.
- Ивантеевка — пгт с 1982 года. Преобразован в сельский населённый пункт в 1991 году.
- Князевка — пгт с 1930 года. Включён в черту города Саратов в 1933 году.
- Красный Кут — пгт с 1938 года. Преобразован в город в 1966 году.
- Красный Текстильщик — пгт с 1929 года. Преобразован в сельский населённый пункт в 2012 году. В 2020 году включён в черту города Саратов.
- Набережный Увек — пгт с 1930 года. Включён в черту города Саратов в 1933 году.
- Питерка — пгт с 1985 года. Преобразован в сельский населённый пункт в 1995 году.
- Подлесное — пгт с 1985 года. Преобразован в сельский населённый пункт в 1995 году.
- Полеводинск — пгт с 1935 года. Преобразован в сельский населённый пункт.
- Светлый — пгт с 2006 года, ЗАТО. Преобразован в сельский населённый пункт в 2019 году.
- Хватовка — пгт с 1938 года. Преобразован в сельский населённый пункт в 2004 году.
- Черкасское — пгт с 1967 года. Преобразован в сельский населённый пункт в 2012 году.
- Шиханы — пгт с 1938 года. Преобразован в город в 1996 году.